# Billion Dollar Babies
Billion Dollar Babies is een album van de Amerikaanse hardrockband Alice Cooper, uitgegeven in maart 1973.
Het album wordt gezien als een van Alice Coopers beste albums, met een nummer 1-notering in de Billboard 200. In Nederland stond het album zeven weken op nummer 1. Vier nummers van het album werden uitgegeven als single: "Elected", "Hello, Hooray", "No More Mr. Nice Guy" en "Billion Dollar Babies". Het nummer "Billion Dollar Babies" is een duet tussen Alice Cooper en Donovan. Het nummer "Sick Things" is een bewerking van het "Sanctus" uit de Congolese Missa Luba.

## Nummers
1. "Hello, Hooray" (Kempf) – 4:15
2. "Raped and Freezin'" (Cooper/Bruce) – 3:19
3. "Elected" (Cooper/Buxton/Bruce/Dunaway/Smith) – 4:05
4. "Billion Dollar Babies" (Cooper/Bruce/Smith) – 3:43
5. "Unfinished Sweet" (Cooper/Bruce/Smith) – 6:18
6. "No More Mr. Nice Guy" (Cooper/Bruce) – 3:06
7. "Generation Landslide" (Cooper/Buxton/Bruce/Dunaway/Smith) – 4:31
8. "Sick Things" (Cooper/Bruce/Ezrin) – 4:18
9. "Mary Ann" (Cooper/Bruce) – 2:21
10. "I Love the Dead" (Cooper/Ezrin) – 5:09

## Bezetting
- Alice Cooper - zang
- Glen Buxton - gitaar
- Michael Bruce - gitaar, keyboard, achtergrondzang
- Dennis Dunaway - bass, achtergrondzang
- Neal Smith - drums
- Donovan - zang bij het nummer "Billion Dollar Babies"
- Steve Hunter - gitaar
- Mick Mashbir - gitaar
- Dick Wagner - gitaar
- Bob Dolin - keyboard
- David Libert - zang

## Hitnotering
| "Billion Dollar Babies" in de Nederlandse Album Top 100 - binnen: 10-03-1973 | "Billion Dollar Babies" in de Nederlandse Album Top 100 - binnen: 10-03-1973 | "Billion Dollar Babies" in de Nederlandse Album Top 100 - binnen: 10-03-1973 | "Billion Dollar Babies" in de Nederlandse Album Top 100 - binnen: 10-03-1973 | "Billion Dollar Babies" in de Nederlandse Album Top 100 - binnen: 10-03-1973 | "Billion Dollar Babies" in de Nederlandse Album Top 100 - binnen: 10-03-1973 | "Billion Dollar Babies" in de Nederlandse Album Top 100 - binnen: 10-03-1973 | "Billion Dollar Babies" in de Nederlandse Album Top 100 - binnen: 10-03-1973 | "Billion Dollar Babies" in de Nederlandse Album Top 100 - binnen: 10-03-1973 | "Billion Dollar Babies" in de Nederlandse Album Top 100 - binnen: 10-03-1973 | "Billion Dollar Babies" in de Nederlandse Album Top 100 - binnen: 10-03-1973 | "Billion Dollar Babies" in de Nederlandse Album Top 100 - binnen: 10-03-1973 | "Billion Dollar Babies" in de Nederlandse Album Top 100 - binnen: 10-03-1973 | "Billion Dollar Babies" in de Nederlandse Album Top 100 - binnen: 10-03-1973 | "Billion Dollar Babies" in de Nederlandse Album Top 100 - binnen: 10-03-1973 | "Billion Dollar Babies" in de Nederlandse Album Top 100 - binnen: 10-03-1973 | "Billion Dollar Babies" in de Nederlandse Album Top 100 - binnen: 10-03-1973 | "Billion Dollar Babies" in de Nederlandse Album Top 100 - binnen: 10-03-1973 | "Billion Dollar Babies" in de Nederlandse Album Top 100 - binnen: 10-03-1973 | "Billion Dollar Babies" in de Nederlandse Album Top 100 - binnen: 10-03-1973 | "Billion Dollar Babies" in de Nederlandse Album Top 100 - binnen: 10-03-1973 | "Billion Dollar Babies" in de Nederlandse Album Top 100 - binnen: 10-03-1973 | "Billion Dollar Babies" in de Nederlandse Album Top 100 - binnen: 10-03-1973 | "Billion Dollar Babies" in de Nederlandse Album Top 100 - binnen: 10-03-1973 |
| Week                                                                         | 01                                                                           | 02                                                                           | 03                                                                           | 04                                                                           | 05                                                                           | 06                                                                           | 07                                                                           | 08                                                                           | 09                                                                           | 10                                                                           | 11                                                                           | 12                                                                           | 13                                                                           | 14                                                                           | 15                                                                           | 16                                                                           | 17                                                                           | 18                                                                           | 19                                                                           | 20                                                                           | 21                                                                           | 22                                                                           |                                                                              |
| ---------------------------------------------------------------------------- | ---------------------------------------------------------------------------- | ---------------------------------------------------------------------------- | ---------------------------------------------------------------------------- | ---------------------------------------------------------------------------- | ---------------------------------------------------------------------------- | ---------------------------------------------------------------------------- | ---------------------------------------------------------------------------- | ---------------------------------------------------------------------------- | ---------------------------------------------------------------------------- | ---------------------------------------------------------------------------- | ---------------------------------------------------------------------------- | ---------------------------------------------------------------------------- | ---------------------------------------------------------------------------- | ---------------------------------------------------------------------------- | ---------------------------------------------------------------------------- | ---------------------------------------------------------------------------- | ---------------------------------------------------------------------------- | ---------------------------------------------------------------------------- | ---------------------------------------------------------------------------- | ---------------------------------------------------------------------------- | ---------------------------------------------------------------------------- | ---------------------------------------------------------------------------- | ---------------------------------------------------------------------------- |
| Nummer                                                                       | 14                                                                           | 2                                                                            | 2                                                                            | 1                                                                            | 1                                                                            | 1                                                                            | 1                                                                            | 1                                                                            | 1                                                                            | 1                                                                            | 2                                                                            | 2                                                                            | 3                                                                            | 4                                                                            | 5                                                                            | 7                                                                            | 12                                                                           | 9                                                                            | 15                                                                           | 17                                                                           | 17                                                                           | 19                                                                           | uit                                                                          |